# Zofia Stankiewicz

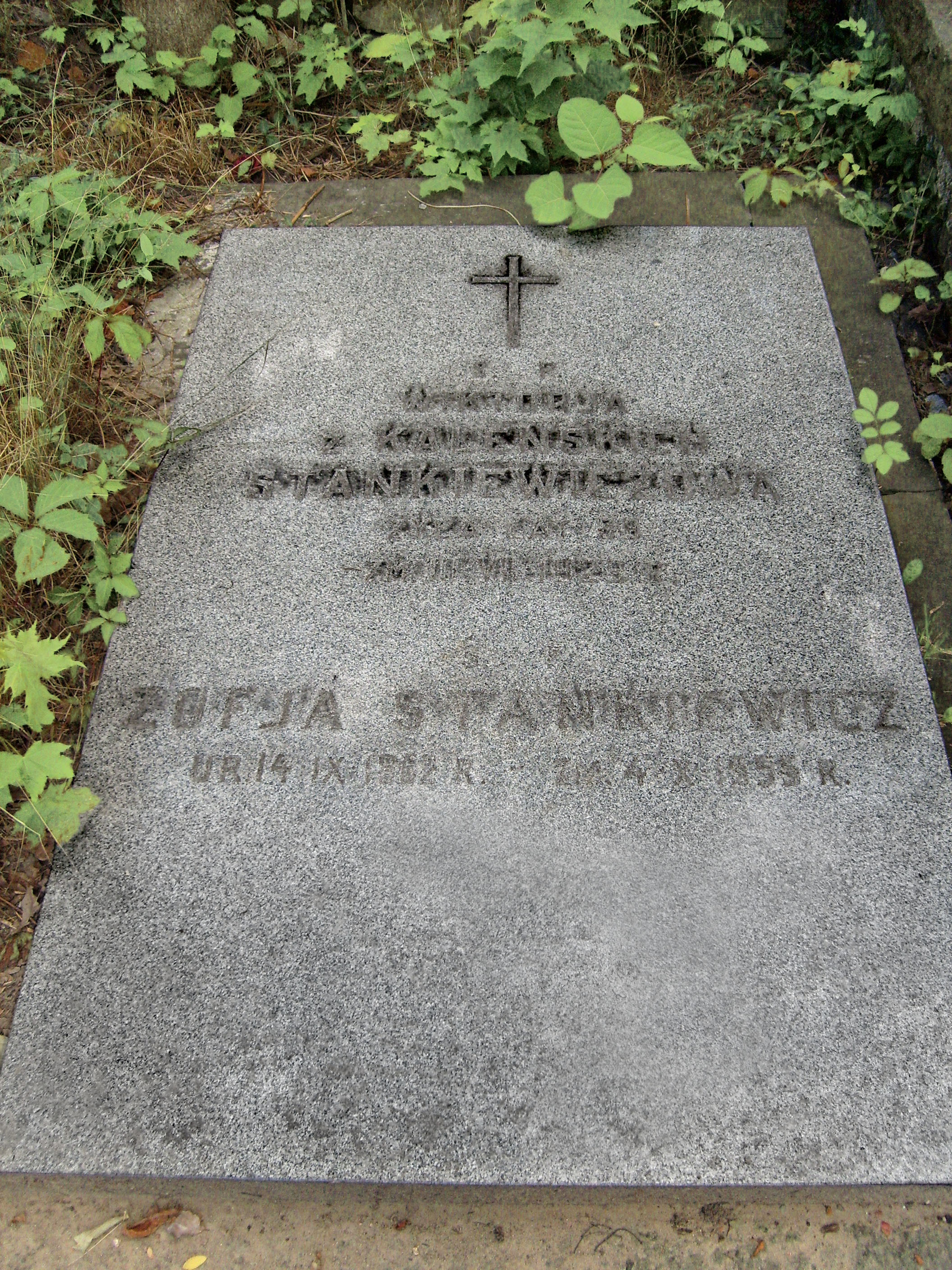
Grabstein von Zofia Stankiewicz auf dem Powązkowski-Friedhof in Warschau

Zofia Stankiewicz (* 14. September 1862 im Dorf Ryschiw, Gouvernement Wolhynien, heute dem Tchudniwski rajon der Oblast Schytomyr, Ukraine; † 4. Oktober 1955 in Warschau) war eine polnische Malerin, Grafikerin und Feministin.

## Leben
Stankiewicz studierte zunächst Chemie in Charkow. Danach besuchte sie ab 1876 die Zeichenschule von Wojciech Gerson in Warschau und ab 1880 die Académie Julian in Paris unter Tony Robert-Fleury, Jean-Paul Laurens und William Adolphe Bouguereau. Nach ihrer Rückkehr nach Warschau besuchte sie noch die Ateliers der Maler Miłosz Kotarbiński, Konrad Krzyżanowski und Kazimierz Stabrowski. Sie lebte hauptsächlich in Warschau. In den ersten Jahren entstanden vor allem romantische Landschaften (häufig der Ukraine) und Stillleben. Sie illustrierte Zeitschriften. Später stellte sie Grafiken her. Stankiewicz verwendete Metalltechniken, Lithographie und Linolschnitt. Ihre Arbeit wurde von architektonischen Themen dominiert, viele Werke stellen Ansichten aus dem alten Warschau dar. Im Jahr 1912 gründete sie mit Ignacy Łopieński und Franciszek Siedlecki die Gesellschaft der Freunde der grafischen Kunst (polnisch: „Towarzystwo Przyjaciół Sztuk Graficznych“). Im Jahr 1933 erhielt sie den Ehrenpreis der Stadt Warschau (polnisch: „Nagroda Miasta Stołecznego Warszawy“). Stankiewicz wurde auf dem Powązki-Friedhof in Warschau begraben.